# Стрешнев, Пётр Евстафьевич
Пётр Евстафьевич Стрешнев (ум. после 1636) — дворянин московский и воевода в правление царя Михаила Фёдоровича.

## Биография
Представитель дворянского рода Стрешневых. Старший сын Евстафия Михайловича Стрешнева. Младший брат — Фёдор Евстафьевич Стрешнев. Внучатый дядя царицы Евдокии Лукьяновны, второй жены Михаила Фёдоровича.
В 1627—1629 годах — дворянин московский. В 1626—1629 годах П. Е. Стрешнев находился на воеводстве в Белёве.
В 1631—1633 годах служил воеводой в Одоеве. В 1636 году П. Е. Стрешнев находился на воеводстве в Алатыре.
Во время своего воеводства в Белёве Пётр Евстафьевич Стрешнев получил две царские грамоты:
1) ему было приказано собрать детей боярских и быть готовым на царскую службу в Валуйках.
2) он должен был выслать к сроку в Елец белевских детей боярских и бобриковских казаков.